# Luis Calvo Merino
Luis Calvo Merino (Málaga, 16 de febrero de 1948) es un antiguo diplomático español.

## Biografía
Licenciado en Derecho y en Filosofía y Letras, pertenece al Cuerpo Superior de Administradores Civiles del Estado e ingresó en la carrera diplomática en 1980.
Fue secretario general del Instituto de Cooperación Iberoamericana, cónsul general en La Habana, subdirector general de Seguimiento Legislativo en la Secretaría de Estado para las Relaciones con las Cortes, director general jefe del Gabinete del Ministro de Relaciones con las Cortes y de la Secretaría del Gobierno y director general del Secretariado del Gobierno. En 1991, fue nombrado embajador de España en Kenia y, posteriormente, director general de Objeción de Conciencia en el Ministerio de Justicia e Interior. Fue representante permanente adjunto ante los Organismos Internacionales con sede en Viena y cónsul general de España en Fráncfort. Ejerció de inspector general de servicios del Ministerio de Asuntos Exteriores y de abril de 2004 a 2007 fue subsecretario de Asuntos Exteriores y de Cooperación y de 2007 a 2011, embajador en Italia, donde le sucedió Alfonso Lucini Mateo.